# Jumla (cratère martien)
Pour les articles homonymes, voir Jumla.
Jumla est un cratère d'impact de 45,0 km situé sur Mars dans le quadrangle d'Iapygia par 21,08° S et 86,4° E, dans le sud de la région de Tyrrhena Terra sur le flanc est du cratère Millochau.